# Gagea pampaninii
Gagea pampaninii là một loài thực vật có hoa trong họ Liliaceae. Loài này được A.Terracc. miêu tả khoa học đầu tiên năm 1914.